# 亚历克斯·巴特利特
亚历克斯·巴特利特（Alex Bartlett，1953年—），所罗门群岛政府前外交部长，以前曾担任当地反政府武装“马莱塔之鹰”的总书记，2004年因为在所罗门群岛种族冲突期间曾犯有多项刑事罪，被解除外交部长职务，并被判刑。2006年2月，在被监禁17个月后，因健康原因保释出狱。在4月份骚乱中指示动乱分子放火抢劫唐人街，并因再度受审。